# Alejandro Magno (película de 1956)
 Alejandro Magno  (Alexander the Great) es una película hispanoestadounidense de 1956 dirigida por Robert Rossen, con Richard Burton en el papel principal.

## Argumento
Alejandro Magno sucedió a su padre, a los 20 años de edad, como rey de Macedonia. Organizó un gran imperio que se extendió desde Grecia hasta la India.

## Reparto
- Richard Burton –  Alejandro
- Fredric March – Filipo II
- Claire Bloom – Barsine
- Danielle Darrieux – Olimpia
- Barry Jones – Aristóteles
- Harry Andrews – Darío III
- Stanley Baker – Atalo
- Niall MacGinnis – Parmenión
- Peter Cushing – Memnón de Rodas
- Michael Hordern –  Demóstenes
- Marisa de Leza – Eurídice
- Gustavo Rojo – Clito el Negro
- Rubén Rojo – Filotas
- Peter Wyngarde – Pausanias de Orestis
- Helmut Dantine – Nectanebo II
- William Squire – Esquines
- Friedrich von Ledebur – Antípatro de Macedonia
- Virgílio Teixeira – Ptolomeo I
- Teresa del Río – Roxana
- Julio Peña – Arsites de Frigia
- José Nieto – Espitrídates
- Carlos Baena – Nearco
- Larry Taylor – Pérdicas
- José Marco – Hárpalo
- Ricardo Valle – Hefestión
- Carmen Carulla – Estatira
- Jesús Luque – Aristandro
- Ramsay Ames – una mujer ebria
- Ellen Rossen – Amitis
- Carlos Acevedo – Oco, hijo de Darío III
- Nazario Bermejo Vargas – Extra de soldado en periodo militar

## Premios
- Premio Directors Guild of America 1957: a Robert Rossen, por su destacado trabajo como director de cine

## Localizaciones de rodaje en exteriores
Rodado en El Vellón (Madrid), El Molar (Madrid), Manzanares el Real (Madrid), Málaga, Rascafría (Madrid).